# Роккі на літніх Олімпійських іграх 1904
Роккі входив у програму літніх Олімпійських Іграх 1904 року у Сент-Луїсі (США). Це були єдині змагання з роккі в історії Олімпійських Ігор. Участь брало четверо спортсменів, всі представники олімпійської збірної США. Олімпійським чемпіоном став Чарльз Джекобс.

## Змагання
| Змагання | Спортсмен      | Півфінал | Півфінал | Півфінал |
| Змагання | Спортсмен      | Перемог  | Поразок  | Місце    |
| -------- | -------------- | -------- | -------- | -------- |
| Чоловіки | Чарльз Джекобс | 5        | 1        | 1        |
| Чоловіки | Сміт Стрітер   | 4        | 2        | 2        |
| Чоловіки | Чарльз Браун   | 3        | 3        | 3        |
| Чоловіки | Вільям Челфент | 1        | 5        | 4        |